# 23182 Siyaxuza
23182 Siyaxuza là một tiểu hành tinh với vận tốc quỹ đạo 1465.0080388 ngày (4.01 năm).
Tiểu hành tinh được phát hiện ngày 23 tháng 7 năm 2000.
Nó được đặt theo tên Siyabulela Lethuxolo Xuza.